# 卡扎
卡扎（阿拉伯语：قضاء, qaḍāʾ, 發音：[qɑˈd̪ˤɑːʔ], aqḍiyah, 發音：[ˈɑqd̪ˤijɑ]），原奥斯曼帝国及尤其分裂诞生的现代国家使用的一个行政区划名称。该词源自奥斯曼土耳其语，本义为司法权、管辖权，作为区划名称常翻译为“区”或“县”。